# 16 vendémiaire
16 jour complémentaire 16 brumaire
Le sextidi 16 vendémiaire, officiellement dénommé jour de la belle de nuit, est un jour de l'année du calendrier républicain. Il reste 349 jours avant la fin de l'année, 350 en cas d'année sextile.
C'était généralement le 7e jour du mois d'octobre dans le calendrier grégorien.

## Naissances
- An III : 7 octobre 1794
  - Théodore-Bara Proust, homme politique français († 15 mars 1845).
- An IV : 8 octobre 1795
  - Raymond-Théodore Troplong, juriste et homme politique français, président du Sénat et de la Cour de cassation de 1852 à 1869 († 1er mars 1869).